# Kingston Theatre
Kingston Theatre var en teater i Kingston på Jamaica, verksam mellan 1775 och 1838. 
Åren 1682–1692 nämns en amatörteater i en teaterbyggnad i Port Royal, men professionell teater uppfördes inte på Jamaica förrän av ett brittiskt teatersällskap 1733, följt av ytterligare ett teatersällskap i Spanish Town 1740–1741. Den brittiske skådespelaren John Moody grundade år 1746 Jamaicas första permanenta professionella teater med hjälp av ett brittiskt teatersällskap. Dessa fick 1753 ett permanent hem i 'New Theatre' eller King's Store på Harbour Street. Bland dess mer framträdande aktörer var Owen Morris och David Douglass, som 1749 tog över som direktör. Åren 1755–1758 uppträdde Old American Company i teatern, och 1758 förenades detta teatersällskap med Douglass sällskap.  
När Old American Company återvände till Jamaica sedan teaterverksamhet år 1774 hade förbjudits i Nordamerika, dömde de ut den gamla teaterbyggnaden och ansökte framgångsrikt hos stadens myndigheter om att få en ny, och år 1775 invigdes den nya Kingston Theatre på området Parade. Byggnaden beskrivs som liten men den spelade en viktig roll i Jamaicas nöjesliv och för guvernörens offentliga representation. Teatern var mycket populär och framgångsrik under amerikanska inbördeskriget, när Old American Company spelade där kontinuerligt tre eller fyra gånger i veckan. Från 1780 erbjöd teatern abonnemang på loger. Dess medlemmar David Douglass var 'Master of the Revels', ett offentligt ämbete med ansvar för guvernörens offentliga representation, åren 1779–1780, och Lewis Hallam Jr. 1781–1783.  
Old American Company lämnade Jamaica i juli 1785, och Kingston Theatre uppläts sedan till konserter, cirkusföreställningar, amatörteater och andra aktiviteter. Byggnaden såldes till privata ägare 1790, men tillhörde återigen staden från 1803, sedan Kingston året innan formellt fått stadsprivilegier. Huset utökades kraftigt över ytterligare en tomt år 1814, och på dess enda bild från 1831 avbildas en trärektangel med fyra kolonner under en portik. Den uppges 1821 ha haft 700 platser. 
År 1812 öppnade återigen professionell teaterverksamhet på teatern, som sedan var öppen i tio år: först under ledning av ett teatersällskap från Barbados under dess ledare Charles Manning, Jesse Read och Elizabeth Shaw. De avlöstes av Willam Adamsons sällskap 1814–1818, och slutligen Burnetts 1818–1822. Teatern upplevde en storhetstid under 1810-talet, men den var också känd för att vara ett bråkigt ställe, då slagsmål bland publiken enligt uppgift var vanligt. Rassegregering praktiserades från 1815, men tycks inte ha varit formellt reglerad tidigare. Efter 1822 användes byggnaden för olika typer av föreställningar, bland dem Armands franska operasällskap 1824, Castels teatersällskap 1827–1829 och teatersällskapet English Company 1829. År 1838 var byggnaden i så dåligt skick att den dömdes ut, och 1840 invigde staden den nya Kingston Theatre, som två år senare fick namnet Theatre Royal. 